# Imeria maculiceps
Imeria maculiceps är en stekelart som först beskrevs av Cameron 1912.  Imeria maculiceps ingår i släktet Imeria och familjen brokparasitsteklar. Inga underarter finns listade i Catalogue of Life.